# Eucera territella
Eucera territella är en biart som först beskrevs av Cockerell 1909.  Eucera territella ingår i släktet långhornsbin, och familjen långtungebin. Inga underarter finns listade i Catalogue of Life.